# Port lotniczy Nicaro
Port lotniczy Nicaro (IATA: ICR, ICAO: MUNC) – port lotniczy położony w Nicaro, w Prowincji Holguín, na Kubie.